# ウィリアム・マカドゥー
ウィリアム・ギブス・マカドゥー・ジュニア（英語: William Gibbs McAdoo, Jr., 1863年10月31日 - 1941年2月1日）は、アメリカ合衆国の政治家。ウッドロウ・ウィルソンの娘婿。アメリカ合衆国上院議員として活躍し、アメリカ合衆国財務長官とアメリカ合衆国鉄道管理局長官を務めた。

## 生涯
幼少時代をジョージア州とテネシー州で過ごし、1897年にニューヨーク州で法律事務所の共同経営者となった。
1890年代末、マカドゥーはハドソン川の下に鉄道トンネルを建設するプロジェクトを指揮した。このトンネルは1879年から1891年までディウィト・ハスキンにより一部分が既に掘削されていたが、川底を通る世界でも先例のないトンネル工事であったため、当時としての最高水準の技術を要求された。マカドゥーは工事を手がけたハスキンに助言を要請したが、協力を得ることはできなかった。また、工事資金を提供していたイギリスの資本家が融資を取りやめたためにトンネル工事は完全に中断した。1902年、工事に協力していた債権保有者たちは新たな企業を興し、資金集めの能力に長けていたマカドゥーを社長に据えた。マカドゥーは裕福な投資家から多くの融資を受け、マカドゥーの下で1908年にハドソン・マンハッタン鉄道の一部として開通した。この活躍により有名になったマカドゥーは、報道陣の取材に対して「The Public Be Pleased（人民に歓びを）」と答えた。その後1911年、ハドソン・マンハッタン鉄道は計画路線33本が完全開通した。
1912年、マカドゥーは大統領選挙に出馬したウッドロウ・ウィルソンの選挙支援を要請され、経済界を離れた。ウィルソンが大統領選挙に勝利すると、マカドゥーは財務長官に指名され、1918年までその任務を務めた。マカドゥーは財務長官として連邦準備制度の基礎を構築し、連邦準備制度の設立に必要な法律の立案・通過に尽力した。また、1914年5月7日にはホワイトハウスでウィルソン大統領の娘のエレノア・ウィルソンと結婚した。

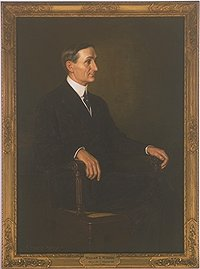
ウィリアム・ギブス・マカドゥー

1917年12月26日にアメリカ合衆国鉄道管理局が創設された際、マカドゥーは鉄道管理局長官に就任し、1919年11月の第一次世界大戦終戦までこの任務を務めた。鉄道管理局長官退任後、マカドゥーは民主党の大統領候補に2度立候補したが、1920年の指名選挙ではジェイムズ・コックスに、1924年の指名選挙ではジョン・デイヴィスに、それぞれ第1回の投票で敗れた。その後マカドゥーは1933年から1938年までカリフォルニア州選出の上院議員として活躍した。
1941年2月1日、マカドゥーはワシントンD.C.を訪問中に死去した。その遺体はアーリントン国立墓地に埋葬された。